# Kale bisschopsmuts
Kale bisschopsmuts (Racomitrium fasciculare) is een soort uit het geslacht bisschopsmuts (Racomitrium). Hij komt voor als pionier op zure steen.

## Determinatie

### Uiterlijke kenmerken
Kale bisschopsmuts vormt losse tot dichte, geelachtig tot bruingroen, bruin tot zwartachtig aan de binnenkant, soms geheel bruinzwarte gazons. De tot 10 centimeter lange, uitgestrekte tot opgaande stengels hebben talrijke korte zijscheuten. De droge tot uitstekende, lancetvormige bladeren die in vochtige toestand sterk opvallen, zijn vanuit een brede basis versmald tot een lange bladpunt, die smal is maar meestal duidelijk afgerond en geen glaspunt heeft. De bladeren zijn enkellaags, de bladranden zijn geheel en omgerold. De eenvoudige bladnerf eindigt vóór de bladtop,
Sporenkapsels zijn vaak aanwezig. De roodachtige seta is 3 tot 8 millimeter lang, de capsule is langwerpig-eivormig tot cilindrisch en tot 2,5 millimeter lang.

### Microscopische kenmerken
De laminacellen zijn langwerpig rechthoekig en ook lineair aan de basis van het blad. De basale bladranden hebben een bladrand die bestaat uit ongeveer 7 tot 15 hyaliene en gladde cellen.
De 550 tot 600 µm lange roodbruine peristoomtanden zijn tot aan de basis gespleten in twee draadvormige takken. De sporen meten 12 tot 15 µm.

## Naam
Kale bisschopsmuts dankt zijn naam aan het ontbreken van glasharen.

## Ecologie
Kale bisschopsmuts groeit op verse tot natte silicaatrotsen, in Centraal-Europa bij voorkeur op hoge bergachtige tot subalpiene locaties in de lage bergketens en de Alpen, minder vaak op de vlakten. De soort groeit in Nederland hoofdzakelijk op zwerfkeien in bosranden, soms op hunebedden. 

## Verspreiding
Kale bisschopsmuts komt voor in Europa (vooral Noord-, West- en Midden-Europa), in Azië (Noordoost-Azië, Japan), in Noord-Amerika en enkele eilanden in de Stille Zuidzee. 
In Nederland is kale bisschopsmuts zeer zeldzaam. Hij staat op de rode lijst in de categorie 'bedreigd'.

## Fotogalerij

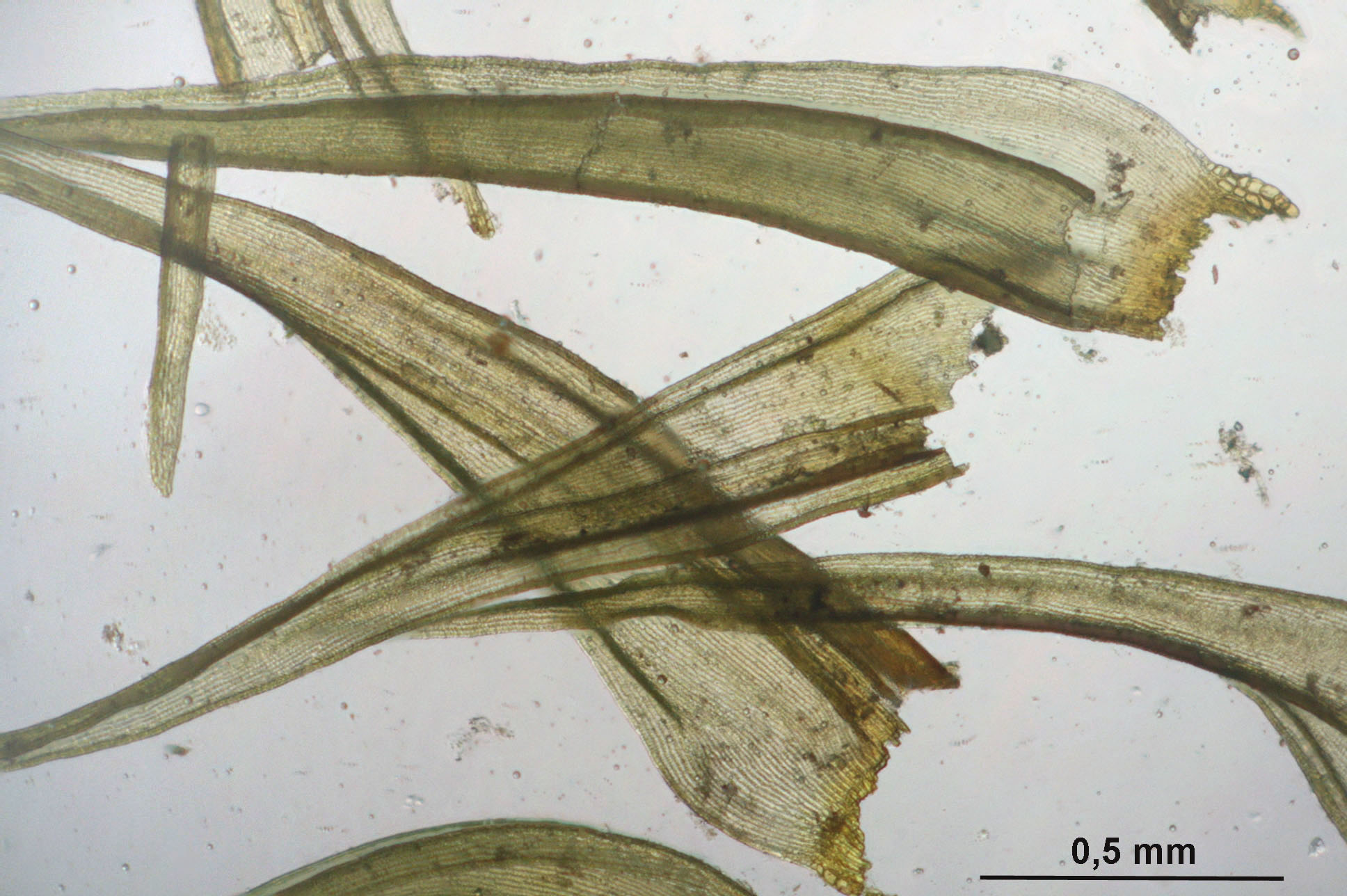
Bladeren
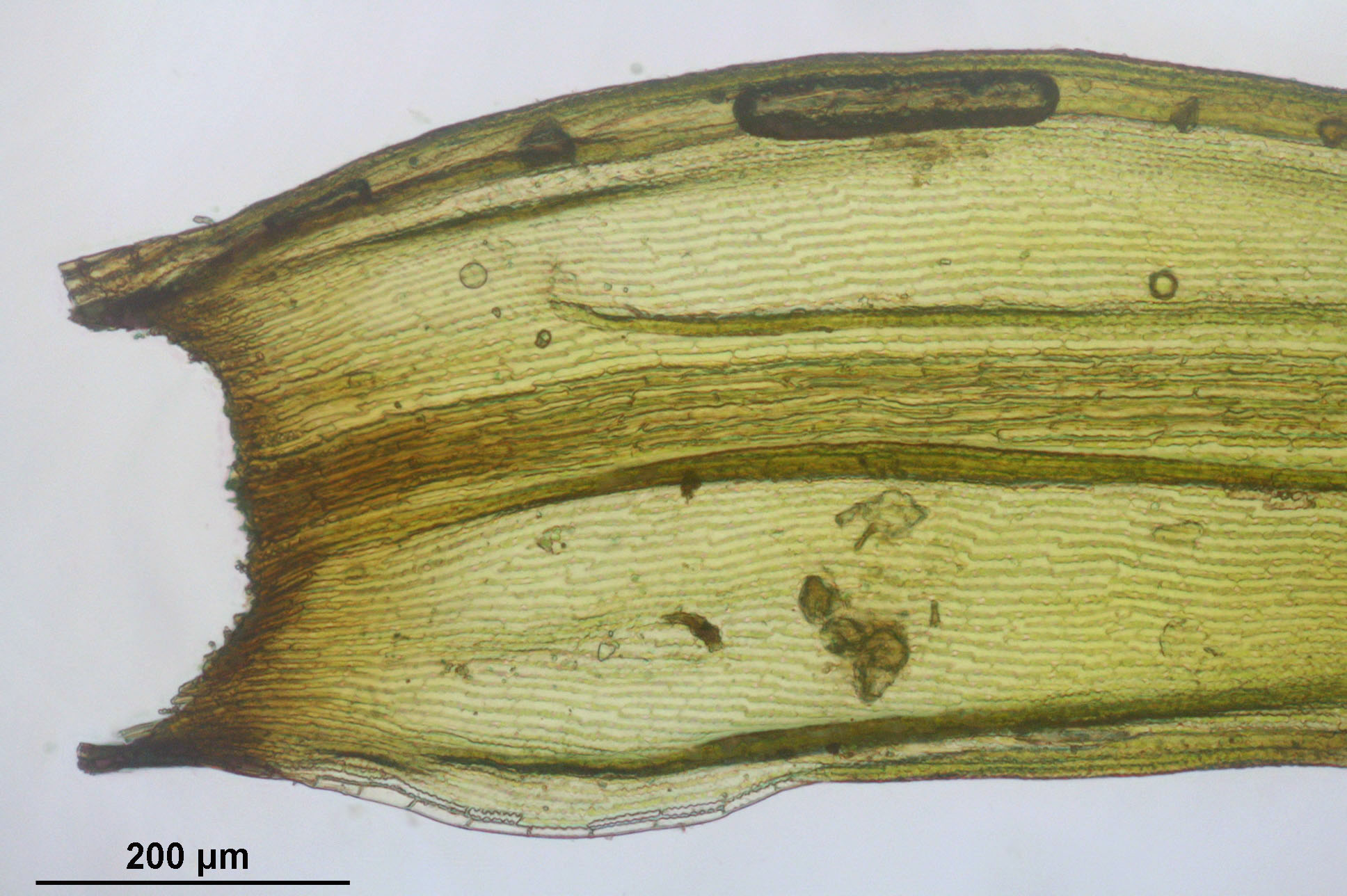
Bladvoet
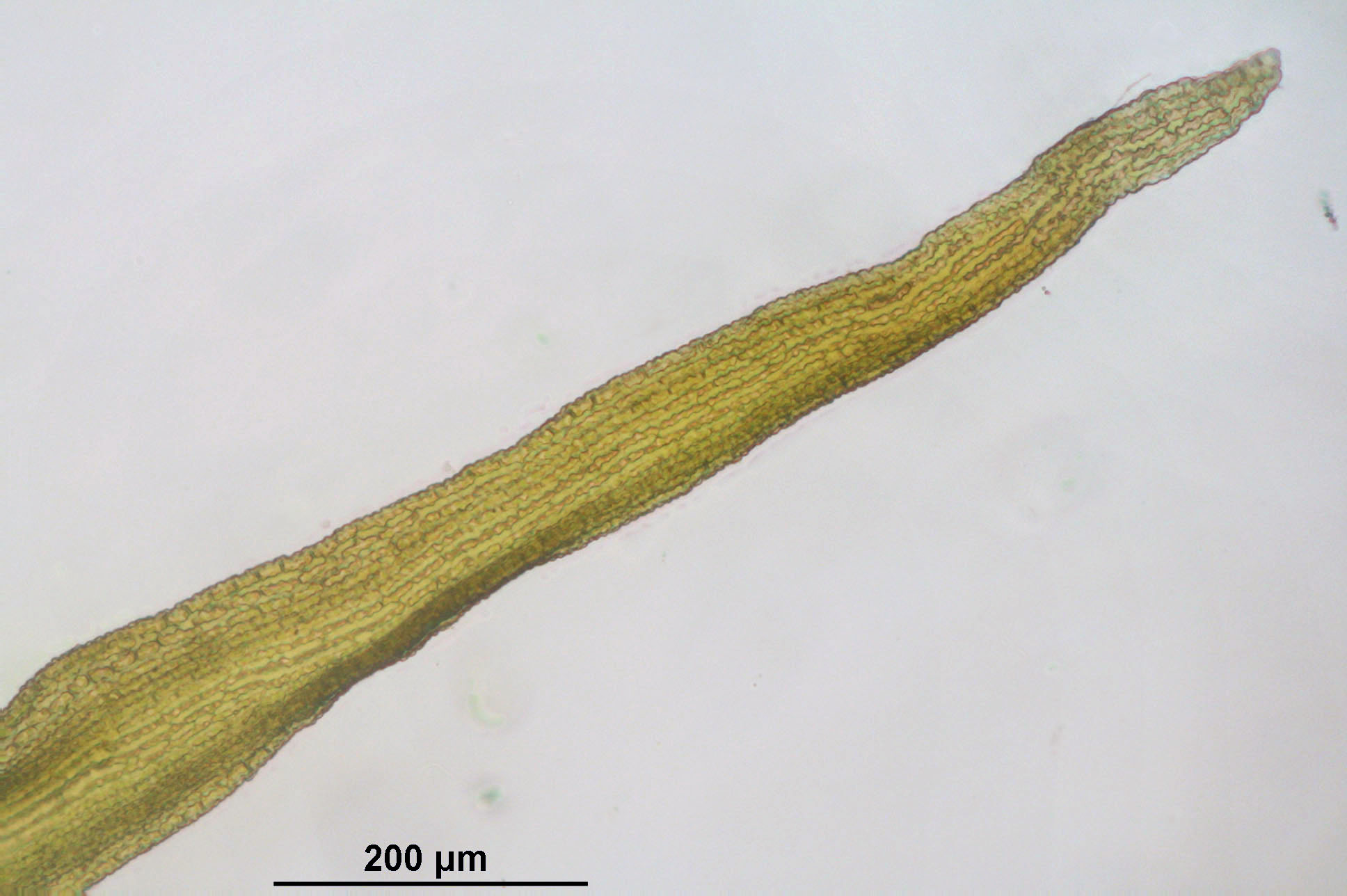
Bladtop
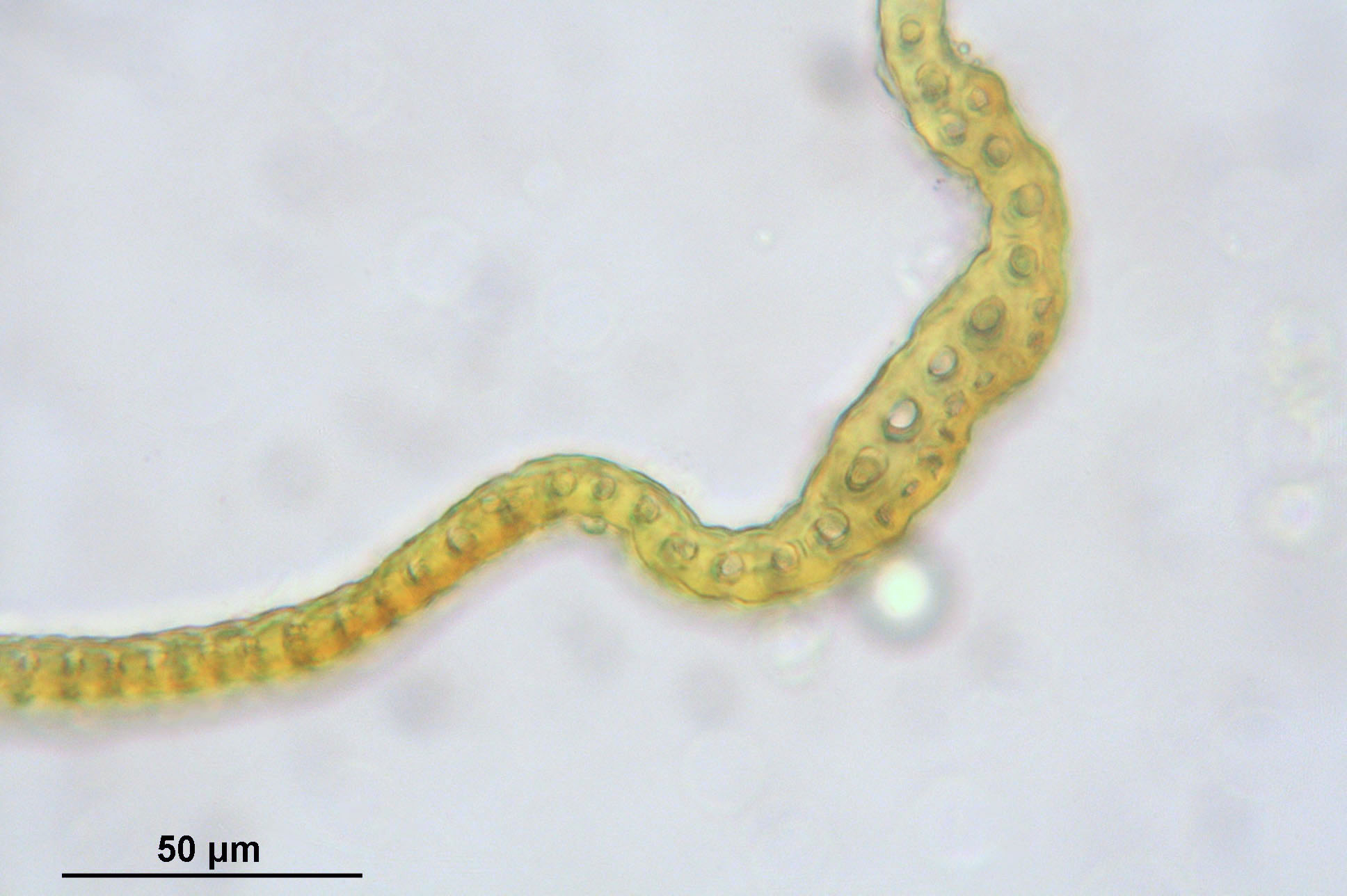
Doorsnede blad
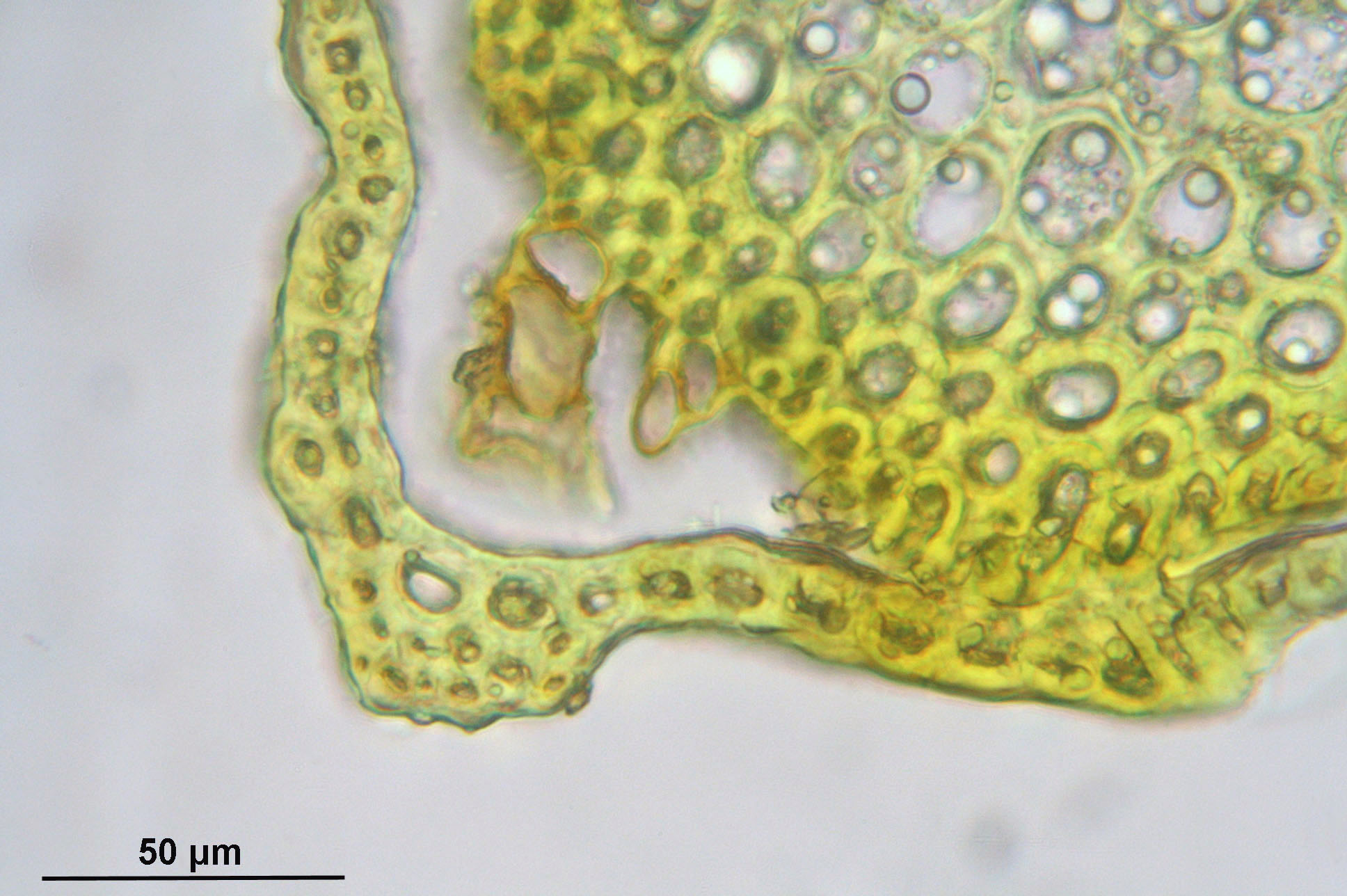
Doorsnede blad en stengel